# Тувија Биелски
Тувија Биелски (Станкиевице код Навагрудака, 8. мај 1906 — Њујорк, 12. јун 1987) је био белоруски партизан јеврејског порекла, који је током Другог светског рата организовао групу јеврејских партизана и изградио избеглички камп за Јевреје у Налибоцкој шуми како би се сачували од Холокауста.

## Биографија

### Порекло и младост
Тувија Биелски је растао у јеврејској породици у село Станкиевице, малом руралном насељу на истоку Пољске (данас Западне Белорусије), између градова Лида и Навагрудака. Родио се 8. маја 1906. године као треће од 12 деце (10 синова и две кћерке) Давида и Беиле Биелски.
У Првом светском рату је служио као тумач при Немачкој царској армији, која је окупирала западне делове Руске империје, јер је говорио јидиш и руски, а тада је научио и немачки језик. Регрутован је 1927. године у пољску армију и добио је чин каплара у 30. пешадијском батаљону. Оженио се 1929. године и са супругом је живео у градићу Суботники.
Уплашио се да ће га НКВД ухапсити 1939. године, због чега се сели у град Лида. Пошто је његова супруга то одбила, тамо је упознао другу жену и ушао у озбиљну емотивну везу, а касније се развео од ње. Његова друга невенчана супруга Соња је убијена током рата.

### Други светски рат
У време операције Барбароса 1941. године, Тувија се са браћом Александером (Зусом) и Ароном склања у шуму, јер је Луфтвафе бацао тепих бомбе на њихов град. Неколико дана касније, немачка окупациона војска је из села Станкиевице депортовала јеврејско становништво у гето у Навагрудаку. Браћа Биелски су успели да побегну у шуму, али су њихови родитељи, двоје браће, Зусова супруга и дете убијени у гету 8. децембра 1941. године.
Тувије је почео да организује групу јеврејских партизана, која је названа Биелски батаљон. С времена на време су улазили у гето и извлачили људе, да би у шуми изградили камп са школом, болницом и расадником. Идеја Тувије је била да организује камп у којем ће људи живети и тако преживети рат, уместо да уђе у фронтални сукоб са нацистима који сам не може добити. До краја рата, овај камп је окупио око 1.200 Јевреја.

### Каснији живот
После рата, Тувија и Зус су се са супругама преко Румуније преселили у Израел, а 1956. године одлазе у Сједињене Америчке Државе. Три деценије су заједно водили транспортну фирму у Њујорку. Поново се оженио Лилком, са којом је имао три сина и кћерку, као и десеторо унучади.
Тубија је преминуо у сиромаштву 1987. године. Најпре је сахрањен на Лонг Ајленду, а идуће године је премештен у Јерусалим и сахрањен уз војне почасти.

## Наслеђе
У филму Пркос (енгл. Defiance) из 2008. године, Данијел Крејг је тумачио лик Тувије. Филм је доживео критике у Пољској, јер постоје наводи о масакру пољских цивила који су наводно извршили Биелски партизани. Преживели из ове групе су негирали умешаност.